# Vučak (Kruševac)
Pour les articles homonymes, voir Vučak.
Vučak (en serbe cyrillique : Вучак) est un village de Serbie situé sur le territoire de la Ville de Kruševac, district de Rasina. Au recensement de 2011, il comptait 304 habitants.

## Démographie
| 1948 | 1953 | 1961 | 1971 | 1981 | 1991 | 2002 | 2011 |
| ---- | ---- | ---- | ---- | ---- | ---- | ---- | ---- |
| 635  | 676  | 631  | 491  | 460  | 382  | 348  | 304  |

|  |